# Maghama
Maghama è uno degli otto comuni del dipartimento di Maghama, situato nella regione di Gorgol in Mauritania. Contava 11.367 abitanti nel censimento della popolazione del 2000.